# نادي الحدود
نادي الحدود الرياضي هو نادي رياضي عراقي يقع في منطقة شارع فلسطين في الأحياء الشرقية لنهر دجلة، بغداد. تأسس عام 1976. يمتلك فرق في مختلف الألعاب الرياضية بما في ذلك كرة القدم وكرة السلة والجوجوتسو والكيك بوكسينغ والمصارعة. أشهر أقسام النادي هي فرق الجوجتسو والكيك بوكسينغ والمصارعة التي تلعب في البطولات العربية والآسيوية كممثلين للعراق.

## الطاقم التدريبي[2]
| المنصب           | الاسم                |
| ---------------- | -------------------- |
| المدرب           | صادق حنون            |
| مدرب مساعد       | سميح صبيح قاسم فرحان |
| مدرب حراس المرمى | علي حسين جليل        |
| مدرب اللياقة     | محمد حسين جمعة       |

## الإنجازات
الدوري العراقي الدرجة الأولى (كرة القدم):
- البطل (1): موسم 2021- 2022.[3]